# Nonverbal Learning Disorder
Nonverbal Learning Disorder (NLD) er en foreslået medfødt udviklingsforstyrrelse, som gør at man i nogle områder af hjernen bearbejder informationer på en anden måde end andre. NLD hører til på autismespektret og kan på nogle områder minde om Aspergers syndrom. Diagnosen er ikke videnskabeligt dokumenteret, og de fleste børn vil på et eller andet tidspunkt af deres opvækst have flere symptomer på autismespektrumforstyrrelser uden at have en egentlig diagnose. Diagnosen optræder ikke i de officielle manualer American Psychiatric Societys DSM-5 eller WHOs ICD-10.
De autismerelaterede vanskeligheder kaldes også empatiforstyrrelser, og det er ofte dem, der volder de største problemer i hverdagen.
Mennesker med NLD er velfungerende på de sproglige områder, det er de uudtalte ting som volder problemer, f.eks. hentydninger, kropssprog, tid og retningssans. Mennesker med NLD er typisk normaltbegavede.
Ved disse handicaper er der ikke to børn, der er helt ens, og det gælder også for børn med NLD-betegnelsen. Derfor er det umuligt bare på diagnosen at beskrive det enkelte barns svagheder og styrkesider.

## Hovedområder hvor vanskelighederne oftest viser sig
1. Motoriske vanskeligheder (koordinationsevne, balance-evne, finmotorik)
2. Visio-spatiale vanskeligheder (rum-retningssans, evne til at afkode visuelle informationer, organisation) som gør, at det kan være svært...
- at finde vej
- at lære klokken
- at rydde op og sortere
- at tolke ansigtsudtryk og kropssprog

3. Social-kognitive vanskeligheder (empatiforstyrrelse, vanskeligheder med at forstå nonverbale signaler som kropssprog og mimik, vanskeligheder med at navigere socialt) som gør, at det kan være svært...
- at forstå humor og ironi
- at skifte mening
- at leve sig ind i andres tanker og følelser
- at fornemme stemninger
- at forstå ens egen andel i konfliktsituationer
- at lære af sine fejltagelser
- at holde til uventede ændringer
- at forholde til ukendte situationer og at man nemt kommer til...
- at tolke bogstaveligt
- at misforstå andre
- at blive misforstået af andre
- at være mere godtroende og naiv

4. Sensoriske vanskeligheder (stærk følsomhed overfor sansepåvirkninger, berøring, lyde, lys, lugte, mange mennesker på én gang, osv.) som gør, at det kan være svært...
- at lære at cykle
- at tage jakke på eller binde snørebånd
- at holde afslappet på en blyant
- at bedømme afstande

 Der er for få eller ingen kildehenvisninger i denne artikel, hvilket er et problem. Du kan hjælpe ved at angive troværdige kilder til de påstande, som fremføres i artiklen.